# Ostpreußische Fußballmeisterschaft
Die Ostpreußische Fußballmeisterschaft der Männer wurde zwischen der Saison 1907/08 und 1932/33 im Baltischen Rasen- und Wintersport-Verband (BRWV) ausgespielt. Der Ostpreußische Fußballmeister qualifizierte sich für die Endrunde um die Baltische Fußballmeisterschaft.

## Geschichte
In der ostpreußischen Hauptstadt Königsberg gab es bereits ab 1904 mit dem Verband Königsberger Ballspiel-Vereine einen geregelten Spielbetrieb im Fußball. Als letzter der großen regionalen Fußballverbände in Deutschland wurde der Baltische Rasen- und Wintersport-Verband (BRWV) 1908 gegründet, der Verband Königsberger Ballspiel-Vereine ging in diesen neugegründeten Regionalverband auf. Der Spielbetrieb wurde zuerst in regionalen Meisterschaften organisiert, die jeweiligen Sieger waren dann für die Endrunde um die Baltische Fußballmeisterschaft qualifiziert. Bereits in der Premierensaison 1907/08 wurde somit als Teil der Baltischen Fußballmeisterschaft die Ostpreußische Fußballmeisterschaft ausgetragen. Bestand diese Anfangs nur aus Vereinen aus Königsberg, gab es 1913/14 bereits fünf Bezirke innerhalb der ostpreußischen Fußballmeisterschaft, dessen Sieger sich für die Endrunde um die Ostpreußenmeisterschaft qualifizierten.
Nach dem Ersten Weltkrieg wurde der Spielmodus vorerst beibehalten. Aus einer unterschiedlichen Anzahl an Bezirken qualifizierten sich die jeweiligen Bezirksmeister für die Ostpreußische Fußballmeisterschaft, welche im K.-o.-System ausgetragen wurde. Ab 1925/26 war auch der ostpreußische Vizemeister für die Baltische Fußballendrunde qualifiziert. Zur Spielzeit 1926/27 wurde die eingleisige Ostpreußenliga als oberste Fußballliga für Ostpreußen eingeführt, auf die Austragung einer gesonderten Endrunde konnte somit verzichtet werden. Zur Spielzeit 1930/31 wurde diese eingleisige Liga aufgelöst, an dessen Stelle traten drei regionale Abteilungsligen. Die Sieger dieser Ligen waren für die nun erneut stattfindende Endrunde der Ostpreußischen Fußballmeisterschaft qualifiziert. Zusätzlich qualifizierten sich die Zweitplatzierten der drei Ligen für eine Ausscheidungsrunde, bei der der vierte Teilnehmer der ostpreußischen Meisterschaft ermittelt wurde.
Im Zuge der Gleichschaltung wurde der nun Baltische Sport-Verband genannte Fußballverband wenige Monate nach der Machtübernahme der Nationalsozialisten im Jahre 1933 aufgelöst. Die Vereine wurden ab 1933 der Gauliga Ostpreußen bzw. deren Unterbau zugeordnet. Eine Besonderheit ergibt sich dadurch, dass die regionalen Meisterschaften ab den 1930er-Jahren bereits ein Jahr vor Austragung der eigentlichen Verbandsendrunde ausgespielt wurden. Geschuldet war dies hauptsächlich den Wetterverhältnissen, da durch den teilweise langen Winter in den Wintermonaten kaum ein Spielbetrieb stattfinden konnte. Daher wurde die Saison 1932/33 bereits im Herbst 1931 begonnen. Dieser Umstand sorgte dafür, dass die Saison 1933/34 ebenfalls bereits im Herbst 1932 begonnen wurde. Durch die politische Umwälzung wurde eine etwaige Endrunde 1933/34 jedoch nicht ausgetragen, dennoch dienten die Endstände der Ligen 1933/34, und nicht die der Spielzeit 1932/33, als Grundlage zum Übergang in die Gauligen. 
Seit Beginn der Austragung der Ostpreußischen Fußballmeisterschaft konnten Vereine aus Ostpreußen ebenfalls den Baltischen Fußballmeistertitel errungen. Dominiert wurden beide Meisterschaften vom Seriensieger VfB Königsberg.

## Ostpreußische Fußballmeister 1908–1933
| Jahr    | Ostpreußischer Fußballmeister     | Abschneiden baltische Fußballmeisterschaft | Baltischer Fußballmeister     |
| ------- | --------------------------------- | ------------------------------------------ | ----------------------------- |
| 1907/08 | VfB Königsberg                    | Sieger                                     | VfB Königsberg                |
| 1908/09 | VfB Königsberg                    | Sieger                                     | VfB Königsberg                |
| 1909/10 | SV Prussia-Samland Königsberg     | Sieger                                     | SV Prussia-Samland Königsberg |
| 1910/11 | keine osptreußische Meisterschaft | keine osptreußische Meisterschaft          | SC Lituania Tilsit            |
| 1911/12 | keine osptreußische Meisterschaft | keine osptreußische Meisterschaft          | BuEV Danzig                   |
| 1912/13 | keine osptreußische Meisterschaft | keine osptreußische Meisterschaft          | SV Prussia-Samland Königsberg |
| 1913/14 | SV Prussia-Samland Königsberg     | Sieger                                     | SV Prussia-Samland Königsberg |
| 1919/20 | SV Prussia-Samland Königsberg     | Drittplatzierter                           | Stettiner FC Titania          |
| 1920/21 | VfB Königsberg                    | Sieger                                     | VfB Königsberg                |
| 1921/22 | VfB Königsberg                    | Sieger                                     | VfB Königsberg                |
| 1922/23 | VfB Königsberg                    | Sieger                                     | VfB Königsberg                |
| 1923/24 | VfB Königsberg                    | Sieger                                     | VfB Königsberg                |
| 1924/25 | VfB Königsberg                    | Sieger                                     | VfB Königsberg                |
| 1925/26 | VfB Königsberg                    | Sieger                                     | VfB Königsberg                |
| 1926/27 | VfB Königsberg                    | Zweitplatzierter                           | Stettiner FC Titania          |
| 1927/28 | VfB Königsberg                    | Sieger                                     | VfB Königsberg                |
| 1928/29 | VfB Königsberg                    | Sieger                                     | VfB Königsberg                |
| 1929/30 | VfB Königsberg                    | Sieger                                     | VfB Königsberg                |
| 1930/31 | VfB Königsberg                    | Zweitplatzierter                           | SV Prussia-Samland Königsberg |
| 1931/32 | VfB Königsberg                    | Drittplatzierter                           | SV Hindenburg Allenstein      |
| 1932/33 | SV Hindenburg Allenstein          | Zweitplatzierter                           | SV Prussia-Samland Königsberg |

## Ostpreußische Vizemeister 1926–1933
| Jahr    | Ostpreußischer Vizemeister    | Abschneiden baltische Fußballmeisterschaft | Baltischer Fußballmeister     |
| ------- | ----------------------------- | ------------------------------------------ | ----------------------------- |
| 1925/26 | Viktoria Allenstein           | Viertplatzierter                           | VfB Königsberg                |
| 1926/27 | SV Prussia-Samland Königsberg | Fünftplatzierter                           | Stettiner FC Titania          |
| 1927/28 | SpVgg Memel                   | Fünftplatzierter                           | VfB Königsberg                |
| 1928/29 | SpVgg Memel                   | Drittplatzierter                           | VfB Königsberg                |
| 1929/30 | SpVgg Memel                   | Finale Qualifikation Vizemeister           | VfB Königsberg                |
| 1930/31 | SV Prussia-Samland Königsberg | Sieger                                     | SV Prussia-Samland Königsberg |
| 1931/32 | SV Hindenburg Allenstein      | Sieger                                     | SV Hindenburg Allenstein      |
| 1932/33 | SV Prussia-Samland Königsberg | Sieger                                     | SV Prussia-Samland Königsberg |

## Rekordmeister
Ostpreußischer Rekordmeister ist der VfB Königsberg, der den Titel 14-mal gewinnen konnte.
|  | Verein                        | Titel | Jahr                                                                               |
|  | ----------------------------- | ----- | ---------------------------------------------------------------------------------- |
|  | VfB Königsberg                | 14    | 1908, 1909, 1921, 1922, 1923, 1924, 1925, 1926, 1927, 1928, 1929, 1930, 1931, 1932 |
|  | SV Prussia-Samland Königsberg | 3     | 1910, 1914, 1920                                                                   |
|  | SV Hindenburg Allenstein      | 1     | 1933                                                                               |